# Muduguli, Bangarapet
Muduguli là một làng thuộc tehsil Bangarapet, huyện Kolar, bang Karnataka, Ấn Độ.